# Parlement jeunesse du Québec
LXXVe législature
Hôtel du Parlement du Québec
Montréal (Québec)
Le Parlement jeunesse du Québec (PJQ) est une simulation parlementaire non partisane, où une centaine de participants âgés de 18 à 25 ans reproduisent, chaque année, le fonctionnement de l'Assemblée nationale du Québec. L'évènement, qui se tient du 26 au 30 décembre, est produit par l'Association québécoise des jeunes parlementaires (AQJP inc.), une association à but non lucratif financée en partie par des cotisations prélevées auprès des participants du PJQ, en partie par des subventions gouvernementales, mais aussi par des commandites privées et enfin, des dons de particuliers.

## Mission
Le Parlement jeunesse du Québec (et son organisation : l'Association québécoise des jeunes parlementaires) a la mission éducative suivante: donner aux jeunes une réelle compréhension de la démocratie et de l’appareil démocratique qu’est l’Assemblée nationale du Québec; amener les jeunes à mieux comprendre et à débattre des grandes questions touchant le Québec; et encourager la formation intellectuelle et les qualités de leadership chez les jeunes québécois.

## Règles de procédure
Le Parlement jeunesse du Québec cherche à reproduire fidèlement le fonctionnement du Parlement du Québec. On y retrouve donc un parti majoritaire ou ministériel, formant le gouvernement et dirigé le premier ministre, de même qu'une opposition officielle, constituée autour du chef de l'opposition officielle. Un lieutenant-gouverneur inspirant est également choisi pour ouvrir la simulation.

## Absence de discipline de parti
Le Parlement jeunesse du Québec possède certaines particularités qui le distinguent de la véritable Assemblée nationale. L'une d'elles est l'absence de discipline de parti ; ainsi, un membre du parti ministériel peut librement se prononcer contre un projet présenté par une ou un ministre. De la même façon, un membre de l'opposition n'a pas nécessairement à voter contre un tel projet. Enfin, la solidarité ministérielle y est inexistante.
Ces particularités visent à assurer des débats plus libres et à permettre à l'ensemble des participants d'exprimer leurs idées sans entraves.

## Menu législatif
À chaque édition de la simulation, quatre ministres présentent et défendent un projet de loi de leur conception. Comme c'est le cas à la véritable Assemblée nationale, chaque projet de loi est critiqué par un porte-parole, vis-à-vis du ministre dans l'opposition officielle. Afin de bien jouer leur rôle, les participants auront généralement effectué au préalable quelques recherches sur les dossiers qui seront abordés durant la session. En plus de se pencher sur les projets présentés par les ministres, les participants qui le souhaitent peuvent aussi proposer des amendements en commission parlementaire.
Il est également à noter que les projets de loi dûment adoptés par le Parlement jeunesse du Québec sont déposés en chambre par le président de l'Assemblée nationale, permettant ainsi aux parlementaires de s'en inspirer en les consultant à partir des archives.

## Journal
En amont de chaque simulation et tout au long de celle-ci, plusieurs participants se dédient à la rédaction de La Colline, un journal papier, numérique et vidéo qui couvre l'ensemble du menu législatif et les débats qui en découlent. Ses articles sont souvent cités en chambre et font en sorte que le PJQ est également une simulation journalistique.

## Historique
C'est en 1949 que le Parlement jeunesse du Québec, alors nommé Quebec Older Boys' Parliament, commence ses activités. Les premiers débats se tiennent alors sur l'égide du Boy's Work Committee, un organisme dérivé du Council of Christian Education.

### Les années 1950
La religion au cœur des débats
Alors sous patronat religieux, les activités du Quebec Older Boys' Parliament sont ouvertes à toutes les dénominations chrétiennes. En fait, les participants sont issus presque exclusivement de quatre fractions de l'Église protestante: unie, anglicane, baptiste et presbytérienne. Le but de la simulation était alors de « captiver l'intérêt des garçons et de les mener vers une relation plus saine et plus profonde avec leur Église » (traduction libre d'un document de financement daté de 1953). Cela se constate principalement par certains sujets choisis à l'avance, tel cet extrait du programme de la simulation de 1954: « Programs should be based on the four-fold theme expressed in Luke 2:52: "And Jesus increased in wisdom and stature, and in favour with God and man ».
Une légitimité à faire valoir
Lors des premières législatures, le souci est surtout de bien établir la légitimité de l'institution. Les débats sont donc principalement axés sur :
- le découpage électoral ;
- l'élection des représentants des diverses confessions et leur répartition ;
- l'importance de la non-partisanerie ;
- le budget alloué à la simulation ;
- les modes de financement.

### Les années 1960
Des débats à saveur sociale
Au cours des années 1960, les participants commencent à s'intéresser à des questions d'ordre social. La religion et les valeurs chrétiennes, même si elles demeurent très présentes au sein de l'organisation, sont délaissées graduellement dans les débats au profit des préoccupations suivantes :
- la reconnaissance du contrôle des naissances comme étant une pratique morale (1954) ;
- l'établissement des normes de construction plus sécuritaires pour les voitures (1965) ;
- la responsabilité de la société face à l'augmentation du nombre de personnes souffrant de dépendance à la drogue (1967).

La Révolution tranquille fait son œuvre et les débats s'en ressentent. Au cours de cette décennie, on étudie:
- un projet de loi visant à raffermir le sentiment d'identité nationale (1967) ;
- un projet de loi visant à restreindre l'accès à l'école anglaise (1969) ;

En outre, on assiste à une certaine libéralisation des mœurs, comme le démontrent ces projets de loi à l'étude en 1969 :
- projet de loi visant à reconnaître les aspects positifs des relations sexuelles avant le mariage et visant à légaliser l'avortement ;
- projet de loi visant à légaliser la prostitution.

Des prises de position
Parallèlement, les participants prennent conscience des problèmes à l'étranger et leurs débats dénotent une prise de position visant souvent à dénoncer des situations particulières :
- projet de loi dénonçant l'apartheid en Afrique du Sud (1965) ;
- projet de loi prônant la fin de la guerre du Viêt Nam (1965) ;
- projet de loi sur la pertinence de fournir des armes pendant la guerre du Biafra (1969).

L'avènement de la mixité
En 1969, un grand changement s'annonce au sein du Quebec Older Boys' Parliament. Par une résolution, les participants décident qu'il est temps d'admettre la mixité. Le projet de loi énumère au nombre de ses considérants le fait que « la moitié de la jeunesse québécoise n'est pas représentée au sein de cette assemblée... et considérant que les femmes ont les mêmes droits que les hommes ». Il est donc résolu d'accepter à l'avenir des filles parmi les parlementaires et de changement le nom de l'institution pour Quebec Youth Parliament.

### Les années 1970
Au rythme des changements
Le Quebec Youth Parliament vit au rythme des années 1970. La teneur des débats reflète cette décennie fertile en bouleversements politiques, économiques et sociaux. Les choses changent aussi au sein de l'organisation. Ainsi, c'est à cette époque que le principe du «share-selling» comme moyen de financement est abandonné et qu'est élue une femme au poste de première ministre pour la première fois.
Prise de distance face à la religion
Encore profondément religieux au début des années 1970, le Quebec Youth Parliament manifeste, à partir de 1975, un peu plus de détachement. La modification des règlements, dans le but de remplacer le terme « christians » par « moral », ouvre désormais la porte à d'autres religions et à la disparition de la mention du caractère religieux dans les proclamations de la fin des années 1970.
Le Quebec Youth Parliament présente un projet de loi qui remet en question le rôle de l'Église dans la société moderne et qui va jusqu'à proposer que « The church should not try to involve itself with world or community problems and should then direct itself solely towards the spiritual development of man ».
Des projets de loi avant-gardistes
Cette décennie est marquée par des projets de lois très avant-gardistes. Ainsi, sont mises à l'étude les propositions suivantes :
- légaliser l'avortement (1970) ;
- accepter les relations sexuelles en dehors du mariage (1970) ;
- favoriser la contraception (1970) ;
- garantir un accès universel aux services de garderie (1970) ;
- offrir l'équité salariale aux femmes (1970) ;
- contrôler la violence dans les médias (1970) ;
- contrer l'utilisation du sexisme et des stéréotypes sexuels dans la publicité (1972) ;
- proposer un contrôle génétique de la population (1974).

Pour le mieux-être de la société
Divers projets de loi pour le bien-être de la communauté sont présentés. Les débats portent sur, par exemple, la place des personnes âgées, l'élimination de la pollution, la réduction de la surconsommation, la paix syndicale, les droits des jeunes contrevenants ou encore, le traitement individuel des prisonniers.
La langue au centre des discussions
L'année 1976 est marquée par l'élection du Parti québécois. Le Quebec Youth Parliament conserve son caractère anglophone, mais présente un projet de loi favorisant l'enseignement bilingue et l'intégration en français des nouveaux immigrants.

### Les années 1980
Un Parlement francophone
C'est dans les années 1980 que le changement le plus marquant survient au sein de l'organisation. Anglophone depuis ses débuts, la simulation devient de plus en plus francophone. Cette modification n'affecte pas seulement la langue dans laquelle se déroulent les débats. Elle chambarde complètement tous les aspects de l'organisation, qui tend alors à se présenter comme bilingue. Néanmoins, les caractéristiques principales de la simulation, soit sa non-partisanerie et sa mission éducative sont préservées.
Les premières années de la décennie 1980 sont toujours marquées par une présence anglophone et religieuse importante. Cependant, cette importance va en diminuant, puisque le nombre de participants francophones augmente chaque année et que le parrainage des communautés religieuses protestantes a cessé. Dès le début des années 1980, la plupart des documents ainsi que les projets de loi sont traduits en français.
Un premier ministre francophone
En 1986, un premier ministre francophone est élu à la tête de l'organisation pour la première fois. En l'espace d'un an, l'organisation est devenue francophone : toute la documentation est produite d'abord en français, les participants sont majoritairement francophones et le Quebec Youth Parliament devient le Parlement jeunesse du Québec.
Quelques grands débats des années 1980
- réglementer l'implantation des casinos au Québec (1983) ;
- punir sévèrement la conduite en état d'ébriété (1984) ;
- interdire de fumer dans tous les lieux publics fermés (1985) ;
- bannir le droit de grève dans le secteur public (1989).

### Les années 1990
L'éthique à l'ordre du jour
Le menu législatif des années 1990 fait une large place aux questions d'ordre éthique et au respect des droits et libertés. Des sujets très actuels, souvent en lien avec l'évolution des nouvelles technologies, y sont débattus. Quelques exemples :
- les mères porteuses (1990) ;
- la décriminalisation de l'euthanasie (1992) ;
- la reproduction humaine et les manipulations génétiques (1996).

### Les années 2000
Le PJQ accueille pendant cette décennie des délégations française et israélienne, et, pour la première fois de son histoire, une délégation d'observateurs haïtiens.
Un héritage à réformer
Prenant de plus en plus conscience des failles dans l'héritage des générations passées, les années 2000 voient d'importants projets de réforme. Notamment, il y a un désir de repenser la société, de remettre en question le modèle d'état-providence mis en place depuis la Révolution tranquille. Nous observons cette tendance dans quelques projets qui cherchent à redéfinir la place du privé dans la société québécoise. Un projet en 2000 s'intéresse aux investissements privés dans les soins de santé. Sept ans plus tard, un projet s'attaque à la question du coût du secteur de santé en révisant la politique québécoise sur les médicaments. Il propose notamment de fabriquer des médicaments génériques au Québec, et de n'acheter que les brevets privés essentiels. En 2002, un projet de loi s'intéresse à la privatisation de notre eau. 

L'actualité est aussi une source importante d'inspiration pour les ministres des années 2000. Nous retrouvons notamment la question des premières nations (le souvenir de la Crise d'Oka en 1990 est encore d'actualité) est débattue trois fois pendant cette décennie (projet visant l'autonomie gouvernementale des Autochtones en 2000, 2005 et 2008). En 2002 et 2009, un projet s'attaque à la question épineuse des institutions démocratiques et cherche à revoir notre système politique en son ensemble. Les problèmes du crédit personnel et du surendettement sont aussi à l'origine d'un projet de loi (2009) visant à encadre l'utilisation du crédit à haut risque. La question de la pollution inspire aussi un projet de loi en 2004 qui vise à instaurer un marché des droits de pollution.
Les mesures sociales toujours au premier plan
Malgré cette volonté de réviser l'État et son rôle, les années 2000 voient d'importants projets de loi visant à améliorer la qualité de vie des familles. Quelques exemples :
- régime de congés parentaux et autres dispositions pour les familles sur le marché du travail (2000)
- améliorer l'accès au système juridique (2002)
- normalisation du processus de divorce (2005)
- sécurité d'emploi (2007)

### Les années 2010
En 2017, le PJQ envoie à son tour deux délégués québécois participer au Conseil des jeunes valdotains et accueille l'an suivant pour une première fois deux délégués de cette simulation de la Vallée d'Aoste.
Sexualité et genre
Les années 2010 voient le dépôt de plusieurs projets de loi portant sur la sexualité, notamment sur le travail du sexe avec un débat autour de sa décriminalisation (2010) puis de sa nationalisation (2017), sur l’encadrement de la gestation pour autrui (2012 et 2018), puis sur la culture du viol et le traitement juridique des agressions sexuelles (2016).
La représentativité des femmes fait également partie des priorités du Parlement jeunesse. Outre un projet de loi sur la représentativité des femmes sur le marché du travail en 2013, l’on notera surtout, en 2012, l’atteinte de la parité homme-femme entre les participants et participantes prenant part à la simulation. En 2014, les efforts mis en place par les différents comités exécutifs quant à la parité sont d’ailleurs récompensés par le prix Gouvernance Pluri'elles (YWCA Québec). Lors de cette même année, un premier comité exécutif entièrement constitué de femmes est d’ailleurs élu.
Enfin, les questions de genre sont débattues en 2017 à travers l’étude d’un projet de loi visant l’abolition de la socialisation genrée, notamment en empêchant l’État ou qui que ce soit d’imposer à une personne de s’identifier à un genre ou un autre.
Diversité et inclusion
En plus des avancées en matière de parité, le PJQ met aussi l’accent sur la diversité et l’inclusion de tous ses participants. Ainsi, en 2013, un tout premier premier ministre néo-québécois prend la tête de l’organisation. Trois ans plus tard, un poste de chef du recrutement autochtone — occupé par un autochtone — est créé dans le but de tisser des liens avec les communautés autochtones du Québec. L’on remarque également, toujours en 2016, une députation plus que paritaire (53 %) et dont 27 % sont issus de communautés culturelles, témoignant des efforts de diversification et d’inclusion dans le recrutement.
Finalement, en 2019, dans la poursuite de rapprochement avec les communautés autochtones, une motion visant à reconnaître et à intégrer les façons de faire et la culture autochtones à l’éducation primaire et secondaire de l’ensemble du Québec est proposée par une députée autochtone. Contrairement aux propositions législatives habituelles, celle-ci est adoptée à très forte majorité. Cette même année voit aussi la nomination des premiers « officiers de l’inclusion ».
Technologies et développement durable
De multiples projets de loi sont aussi rédigés en réaction à des avancées technologiques ou nés d’une volonté de changer de paradigme vers des approches plus « durables ». C’est notamment le cas des thèmes suivants :
- décriminalisation de l’euthanasie et légalisation de l’assistance au suicide (2010)
- recensement des ADN afin de prévenir les maladies graves (2013)
- économie durable, en octroyant un revenu minimum garanti pour freiner la consommation et instaurer une décroissance économique (2015)
- santé durable, notamment en créant un système de santé axé sur la prévention et la réduction des inégalités sociales de santé (2017)
- autosuffisance alimentaire (2017)
- justice algorithmique, notamment en réformant la cour des petites créances pour introduire l'intelligence artificielle (2018)
- dépendance aux produits numériques, notamment par l’introduction d’une cote de risque de laquelle dépend la vitesse internet (2019)
- gestion des déchets, notamment par la création d’une bourse des déchets pour les entreprises et par la fiscalisation des déchets des ménages (2019)

### Les années 2020

#### 2020
Le début des années 2020 a été marqué par la pandémie de COVID-19. En raison de celle-ci, la 71e législature du Parlement jeunesse, qui devait prendre place à l'Assemblée nationale du 26 au 30 décembre 2020, a été annulée. Pour la remplacer, deux mini-simulations en ligne, tenues par visio-conférence, sont organisées; il s'agit de la Off-71e.
Quatre motions créées pour l'occasion viennent remplacer les habituels quatre projets de loi. Les thèmes sont les suivants:
- L'empowerment des petites entreprises agricoles.
- La dignité des personnes âgées.
- L'égalité des chances dans le système scolaire.
- Le respect des victimes d'actes criminels dans l'espace médiatique.

#### 2021
L'année 2021 s'est aussi soldée par un confinement forçant la tenue de la 72e législature du PJQ en ligne. Or, cette fois, l'ensemble du menu législatif est débattu pendant les cinq jours habituels de la simulation, quoiqu'avec un horaire allégé. Contrairement à l'an passé, de nouvelles personnes sont recrutées et des délégués étrangers belges sont présents.
Les projets de loi débattus touchent les thématiques suivantes :
- la légalisation et la nationalisation des drogues.
- la planification et la valorisation des études postsecondaires, notamment en cherchant à mieux répondre aux besoins du marché du travail.
- la réforme des institutions parlementaires, notamment par le tirage au sort des membres de l'assemblée législative et en confiant les fonctions ministérielles à des experts.
- la communautarisation de la famille, notamment en limitant et en distribuant le pouvoir parental à plusieurs membres de la communauté pour assurer le bien-être des enfants.

Ce quatrième projet de loi est le premier portée par une personne autochtone. De plus, pour une première fois, tous les projets de loi sont portées par des femmes.

#### 2022
Le retour du PJQ en présentiel et à l'Assemblée nationale s'effectue en 2022 après trois ans d'incertitude.
Les projets de loi proposés ont pour thème :
- la tutelle financière étatique obligatoire, notamment en imposant à tous les résidents de 18 à 35 ans une supervision financière effectuée par un fonctionnaire.
- le droit à l'obtention du corps désiré, notamment en rendant disponible gratuitement tous traitements ou opérations susceptibles d'améliorer la satisfaction corporelle du patient.
- la valorisation du travail d'aide, notamment en offrant une rémunération aux personnes effectuant l'éducation des enfants ou prodiguant des soins à un proche.
- la gouvernance locale, notamment en décentralisant l'État national de manière à transférer, sur demande, plusieurs pouvoirs aux municipalités.

#### 2023
Les projets de loi débattus lors de la 74e législature du Parlement jeunesse ont pour thème :
- la santé préventive, notamment par l'établissement d'une cote santé déterminant l'accès prioritaire aux soins de santé non urgent.
- la gestion des données personnelles numériques, notamment en obligeant la vente à l'État de toutes les données personnelles numériques récoltées afin d'en assurer un usage plus bénéfique.
- l'automatisation du travail, notamment en forçant les entreprises à s'automatiser et en dirigeant les travailleurs ayant perdu leurs emplois vers un fonds leur assurant un un revenu minimum.
- l'obtention de la majorité civile, notamment en éliminant les critères liés à l'âge en matière d'obtention des droits et donnant le choix aux individus de demander une partie de leurs droits lorsqu'ils jugent être prêts.

## Les premiers ministres du Parlement jeunesse du Québec depuis 1949
- 1949-50 : Rodney Booth (1re)
- 1951 : Paul Webb (2e)
- 1952 : Paul Webb (3e)
- 1953 : Rodney Booth (4e)
- 1954 : Warren Brown (5e)
- 1955 : Don Luke (6e)
- 1956 : Kent Garrett (7e)
- 1957 : Doug Warren (8e)
- 1958 : Bill Howes (9e)
- 1959 : Peter Rowle (10e)
- 1960 : Sydney Norman (11e)
- 1961 : Sydney Norman (12e)
- 1962 : Thomas Von Eicken (13e)
- 1963 : Bill Machika (14e)
- 1964 : Jim Hone (15e)
- 1965 : Andrew Sancton (16e)
- 1966 : Peter Allnutt (17e)
- 1967 : Ian Thurston (18e)
- 1968 : Russ Springate (19e)
- 1969 : Jack Layton (20e)
- 1970 : Jack Layton (21e)
- 1971 : Bert Markgraff (22e)
- 1972 : Hugh Thomson / Steve Scanlon (23e)
- 1973 : Kenneth Peel (24e)
- 1974 : David Lambie (25e)
- 1975 : David Howes (26e)
- 1976 : David Malcolm (27e)
- 1977 : Peter MacArthur (28e)
- 1978 : Cathy Hamilton Lambie (29e)
- 1979 : Robert Peck (30e)
- 1980 : Robert Ramage (31e)
- 1981 : Tom Dunton (32e)
- 1982 : Russell Copeman (33e)
- 1983 : Stephen Bryce (34e)
- 1984 : Ariel Delouya (35e)
- 1985 : Lorne Gray (36e)
- 1986 : Ira E. Lax (37e)
- 1987 : Philippe Paradis (38e)
- 1988 : Sylvain Ross (39e)
- 1989 : Denis Simard (40e)

- 1990 : Éric Bédard (41e)
- 1991 : Éric Wildhaber (42e)
- 1992 : Charles-André Sauvé (43e)
- 1993 : Yves Gaboriault (44e)
- 1994 : Caroline Vallières (45e)
- 1995 : Martin Francoeur (46e)
- 1996 : Patrick Ferland (47e)
- 1997 : Pierre-Yves Boivin (48e)
- 1998 : Philippe de Grandmont (49e)
- 1999 : Sébastien Roy (50e)
- 2000 : Christian Ranger (51e)
- 2001 : Catherine Perreault (52e)
- 2002 : Marc. Etienne Deslauriers (53e)
- 2003 : Julien Baudry (54e)
- 2004 : Eve-Marie Quintin (55e)
- 2005 : Alexandre Ramacieri (56e)
- 2006 : François Beaudry (57e)
- 2007 : Maxime Prévost-Desjardins (58e)
- 2008 : Benoit Auger (59e)
- 2009 : Geneviève Bois (60e)
- 2010 : Christopher Campbell-Duruflé (61e)
- 2011 : Jérémie Gravel (62e)
- 2012 : Sophie Gagnon (63e)
- 2013 : Patrice S. César (64e)
- 2014 : Anne-Sophie Thommeret-Carrière (65e)
- 2015 : Eugénie Lépine-Blondeau (66e)
- 2016 : Sarah Ménard-April (67e)
- 2017 : Gabriel Laurence-Brook (68e)
- 2018 : Julien Labrosse (69e)
- 2019 : Céline Gemmel (70e)
- 2020 : Frédérick Desbiens (71e)
- 2021 : Frédérick Desbiens (72e)
- 2022 : Élodie Lussier-Piché (73e)
- 2023 : Anne-Julie Lapensée (anciennement Bernard) (74e)
- 2024 : Attou Mamat (75e)
- 2025 : Mikaël Morin (76e)

## Les chefs de l'opposition officielle du Parlement jeunesse du Québec depuis 1985
- 1985 : Philippe Paradis (36e)
- 1986 : Sylvain Ross (37e)
- 1987 : Michel Vincent (38e)
- 1988 : Benoît Bessette (39e)
- 1989 : Nicolas Plourde (40e)
- 1990 : Jean-Pierre Couture (41e)
- 1991 : François-Philippe Champagne (42e)
- 1992 : Yves Gaboriault (43e)
- 1993 : Marie-Hélène Gauthier (44e)
- 1994 : Martin S. Côté (45e)
- 1995 : Caroline Sauriol (46e)
- 1996 : Benoît St-Sauveur (47e)
- 1997 : Josée Laporte (48e)
- 1998 : François Blondin (49e)
- 1999 : Nicolas Poirier-Quesnel (50e)
- 2000 : Catherine Perreault (51e)
- 2001 : Michèle Houpert (52e)
- 2002 : Julien Baudry (53e)
- 2003 : Eve-Marie Quintin (54e)
- 2004 : Alexandre Ramacieri (55e)
- 2005 : Dominique Favreau (56e)
- 2006 : Maxime Prévost-Desjardins (57e)
- 2007 : Olivier Cournoyer-Boutin (58e)
- 2008 : Saber Labidi (59e)
- 2009 : Christopher Campbell-Duruflé (60e)
- 2010 : Jérémie Gravel (61e)
- 2011 : Mathieu Letendre (62e)
- 2012 : Alexis Rompré-Brodeur (63e)
- 2013 : Anne-Sophie Thommeret-Carrière (64e)
- 2014 : Edith Perrault (65e)
- 2015 : Annie Lagueux (66e)
- 2016 : Pierrick Rouat (67e)
- 2017 : Clarisse Émond-Larochelle (68e)
- 2018 : Hanene Mankour (69e)
- 2019 : Nicolas Pilon (70e)
- 2020 : Louis-Philippe Codère (71e)
- 2021 : Louis-Philippe Codère (72e)
- 2022 : Julien Breault (73e)
- 2023 : Attou Mamat (74e)
- 2024 : Mikaël Morin (75e)
- 2025 : Christ Niyoyankunze (76e)

## Autres simulations parlementaires au Québec
- Parlement écolier – au primaire
- Parlement des jeunes – au 3e et 4e secondaire
- Forum étudiant – au collégial
- Jeune Conseil de Montréal – pour les 16 à 30 ans
- Parlement étudiant du Québec – à l'université
- Simulation du Parlement européen Canada-Québec-Europe – simulation canado-européenne du Parlement européen

## Autres simulations parlementaires dans le Monde
Au cours de son histoire, le Parlement jeunesse du Québec a accueilli certaines participants étrangers. Ce fut notamment le cas d'étudiants belges, qui furent séduits par l'initiative et l'importèrent chez eux. Aussi, sur le modèle du Parlement jeunesse du Québec a été fondé le Parlement Jeunesse Wallonie-Bruxelles. Les deux simulations entretiennent des liens privilégiés, puisque, chaque année, cinq Québécois partent participer à la simulation belge, et inversement.
Depuis 2017, le PJQ entretien aussi un échange réciproque de deux délégués avec le Conseil des jeunes valdotains.